# 1800 en Italie
Chronologie de l'Italie
- 1796
- 1797
- 1798
- 1799
- 1800
- 1801
- 1802
- 1803
- 1804

## Événements
- 5 avril (15 germinal an 8) : combat de Cadibona[1].
- 20 avril-4 juin : siège de Gênes - L'aile droite de l'armée d'Italie sous les ordres des généraux Masséna et Soult, enfermée dans Gênes, retient pendant des semaines le corps du feld-maréchal Ott pour permettre à l'armée de réserve sous les ordres du général Bonaparte de se déployer en Lombardie. La famine finit par contraindre les troupes françaises à la capitulation[2].

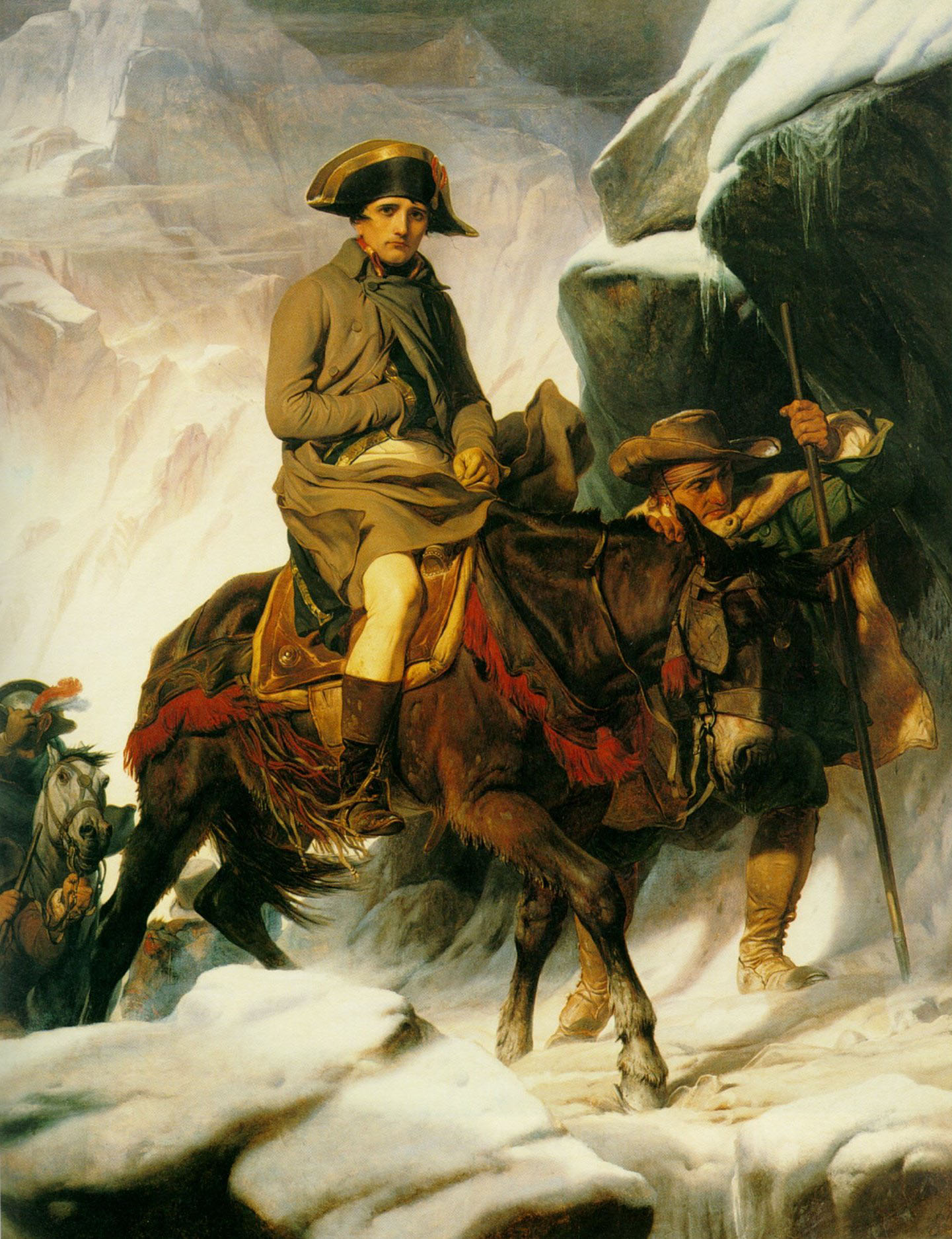
15 mai 1800 : Napoléon Bonaparte traverse les Alpes.

- 15 - 20 mai : Napoléon Bonaparte traverse les Alpes au col du Grand-Saint-Bernard[3]. Début de la campagne de Bonaparte en Italie.
- 27 mai : prise de Verceil[4].
- 29 mai : Nice est reprise par les Français du général Suchet après le reflux des Autrichiens[5].
- 9 juin : victoire française à la bataille de Montebello[5].
- 14 juin : bataille de Marengo opposant une force française commandée par le général Napoléon Bonaparte, alors Premier consul, à l'armée impériale du Saint-Empire sous la direction du feld-maréchal baron Michael Friedrich Benedikt von Melas à Alexandrie, dans le Piémont, se terminant par une défaite des Impériaux[5].
- 16 juin : suspension d’arme entre la France et l’Autriche en Italie[6].
- 25 décembre : difficile victoire des Français du général Brune sur les Autrichiens du général Heinrich Johann de Bellegarde à la bataille de Pozzolo[7].

## Culture
- 16 janvier - L'opéra de Luigi Cherubini, Les Deux Journées (ou Le Porteur d'eau), est créé à Paris à la Salle Feydeau.

## Naissance en 1800
- 11 janvier : Giuseppina Ronzi de Begnis, chanteuse d’opéra (soprano). († 7 juin 1853)
- 21 mars : Francesco Podesti, peintre prolifique, spécialisé dans les sujets historiques et les portraits de nobles et de cardinaux. († 10 février 1895).
- 25 mars : Pompeo Belgiojoso, chanteur d‘opéra (basse) et compositeur de romances.  († 14 décembre 1875).
- 28 mars : Antonio Tamburini, chanteur d‘opéra (baryton-basse). († 8 novembre 1876)
- 21 juin : Luigi Gordigiani, compositeur, connu pour ses « canzonetta »  et ses « canti popolari », écrites sur de vieux chants populaires. († 1er mai 1860)
- 1er septembre : Giuseppe Gabriel Balsamo-Crivelli, naturaliste, professeur de minéralogie, de zoologie et d'anatomie comparée à l'université de Pavie. († 15 novembre 1874).

et aussi
- Antonio Porcelli, peintre, spécialisé dans les paysages et les scènes de genre. († 31 décembre 1870)
- Raffaele Scalese, chanteur d’opéra (basse) († 1884).

## Décès en 1800

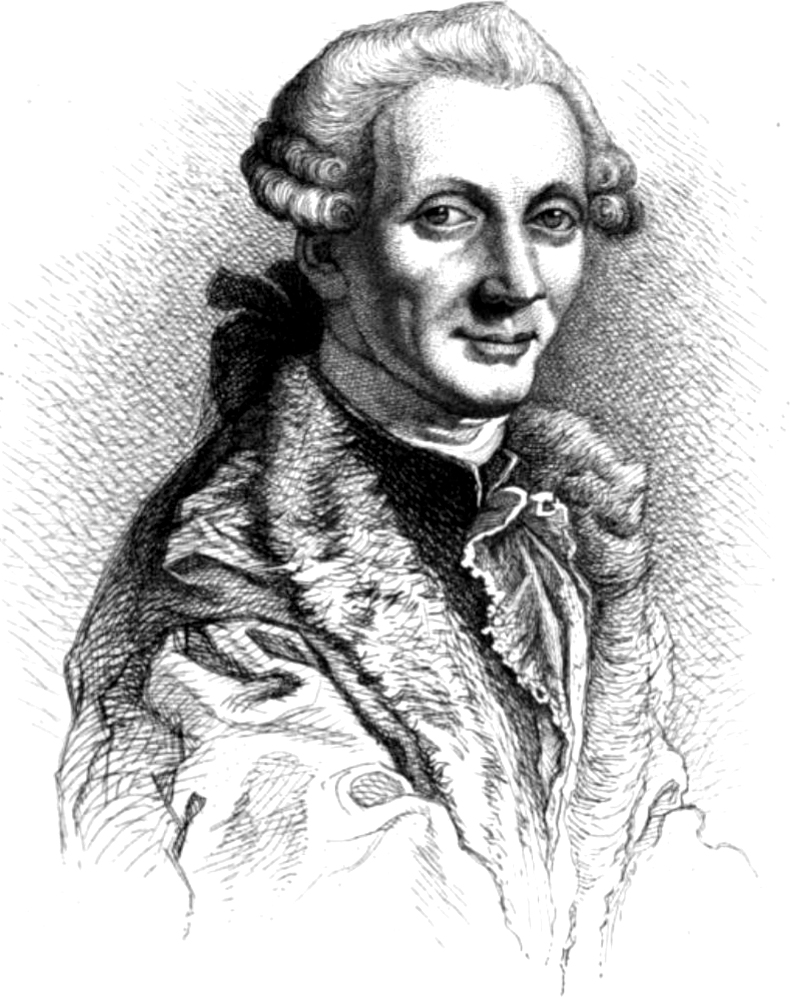
Niccolo Piccinni

- 30 mars : Giuseppe Molteni, peintre. († 1867)
- 7 mai : Niccolò Piccinni, 72 ans, compositeur de la période classique. (° 16 janvier 1728).
- 18 mai : Oronzo Tiso, peintre de l'école baroque napolitaine. (° 1729)
- 5 décembre : Carlo Frigerio, 37 ans, peintre néoclassique. (° 5 avril 1763).

et aussi
- Antoine Albanèse, chanteur classique castrat.
- Antonio Sarnelli, 88 ans, peintre, spécialisé dans les sujets religieux, actif dans le royaume de Naples. (° 17 janvier 1712)